# Jardín de Fin

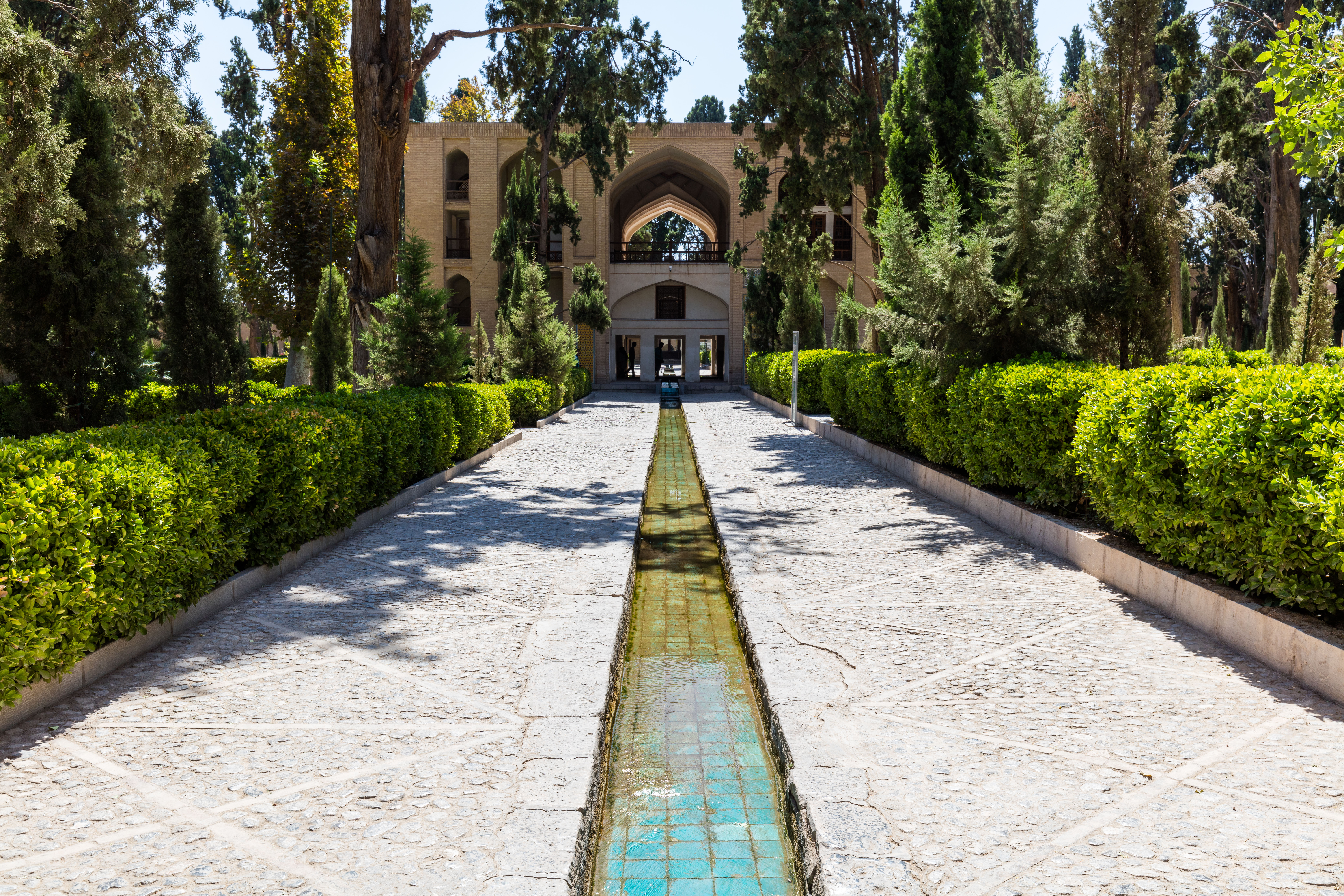
Vista exterior de la cámara de Sah-Neshin (donde se sienta el rey en persa).

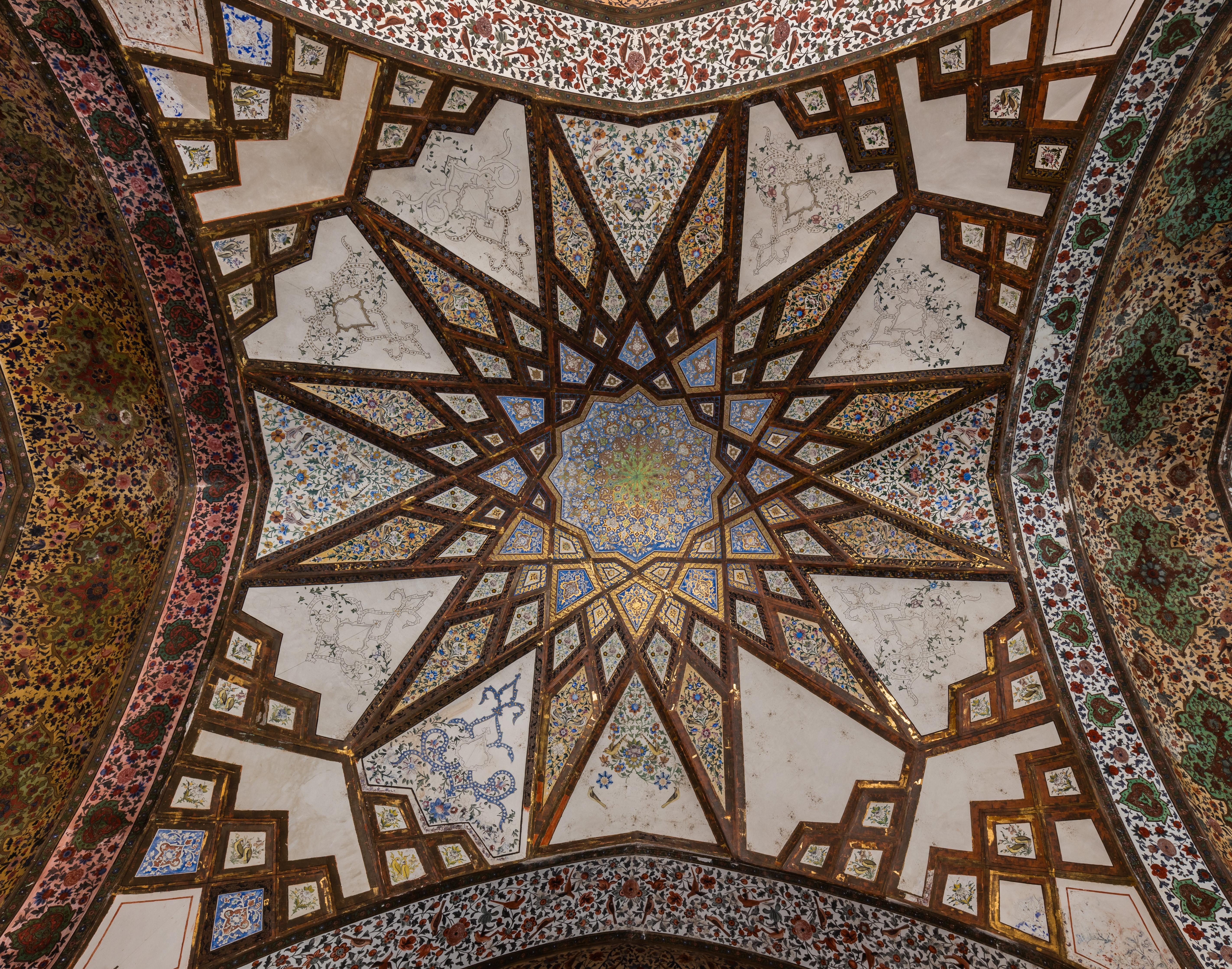
Detalle del techo.

El Jardín de Fin o Bagh-e Fin, ubicado en Kashan, Irán, es un jardín persa histórico. Contiene el baño Fin de Kashan, donde Amir Kabir, ministro kayarí, murió a manos de un asesino enviado por el rey Nasereddín Shah Kayar en 1852.

## Historia
Es muy probable que los orígenes del jardín sean anteriores al periodo safávida pues en la zona hay restos de jardines tan antiguos como la civilización Sialk; algunas fuentes indican que partes del antiguo Bagh-e Fin, que también aprovechaba los manantiales de la zona y cuyas ruinas se hallan a 500 m del nuevo, pudieron haber sido reutilizadas en el nuevo complejo pero no se ha encontrado ninguna imagen o documento definitivo al respecto.
Los cimientos del jardín en su forma actual fueron construidos bajo el reinado de Abbas I de Persia (1571-1629), como un bagh tradicional en la región de Fin, localizada a pocos kilómetros al suroeste de Kashan.
El jardín siguió desarrollándose durante la dinastía safávida, hasta Abbas II de Persia (1633-1666). Se hizo famoso durante el reinado de Fath Alí Sah y fue ampliado considerablemente.
El jardín sufrió con posterioridad un abandono cada vez mayor y recibió daños en varias ocasiones hasta que, en 1935, fue incluido en la lista de tesoros nacionales de Irán. Bagh-e Fin fue propuesto para la lista provisional de la Unesco el 8 de septiembre de 2007. Finalmente, el 27 de junio de 2011, este y otros jardines representativos fueron inscritos en la lista de Patrimonio de la Humanidad bajo la denominación común de El jardín persa.

## Estructura
El jardín cubre casi 2,5 hectáreas, con un patio principal rodeado de un muro que consta de cuatro torres circulares en las esquinas y un pabellón principal donde se cruzan los dos ejes del complejo. Al igual que muchos de los jardines persas de esta época, el jardín Fin destaca por la gran cantidad de elementos que aprovechan y hacen uso del agua.
Dichos elementos están alimentados por un manantial en la ladera de una colina a 3 km. hacia el sur del jardín, y la presión del agua es tan grande que un gran número de fuentes y estanques por los que fluye el agua pudieron construirse sin necesidad de bombas mecánicas.
El jardín contiene numerosos cipreses mediterráneos típicos de la región y combina características arquitectónicas de los periodos safávida, zand y kayar.